# Minthoxia dasyops
Minthoxia dasyops är en tvåvingeart som beskrevs av Louis-Paul Mesnil 1968. Minthoxia dasyops ingår i släktet Minthoxia och familjen parasitflugor. Inga underarter finns listade i Catalogue of Life.